# Chimérion

L'Épire antique

Chimérion ou Chimerium (en grec ancien : Χειμέριον) est une ancienne polis et port fortifiés de Thesprotie dans l'Épire antique, sur un promontoire éponyme. Elle se trouve alors entre les fleuves Achéron et Thiamis, en face du point sud de Corcyre. Lors des deux engagements navals entre les Corcyréens et les Corinthiens précédant la guerre du Péloponnèse, Chimérion est le lieu de stationnement de la flotte corinthienne,,,.
Elle est située près d'Akra Trophale, à Stikgia, à 5 km de Cichyrus (en) (Ephyra) dans la région moderne,. Son acropole a été fortifiée depuis la période archaïque.